# Vodanj
Vodanj (en serbe cyrillique : Водањ) est une localité de Serbie située sur le territoire de la Ville de Smederevo, district de Podunavlje. Au recensement de 2011, elle comptait 1 211 habitants.
Vodanj est officiellement classé parmi les villages de Serbie.

## Histoire

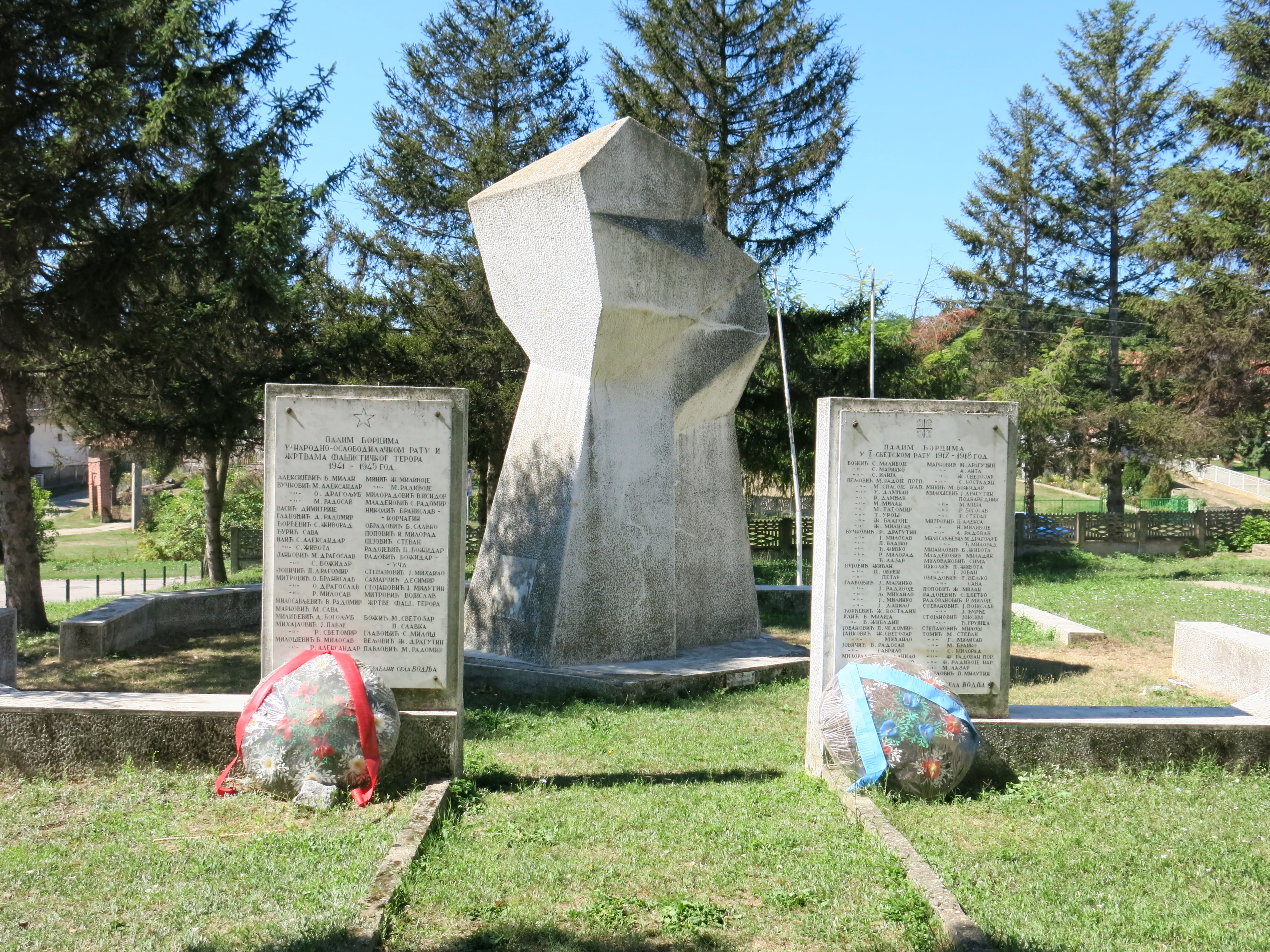
Le Monument aux morts de la Seconde Guerre mondiale

## Démographie

### Évolution historique de la population
| 1948  | 1953  | 1961  | 1971  | 1981  | 1991  | 2002  | 2011  |
| ----- | ----- | ----- | ----- | ----- | ----- | ----- | ----- |
| 1 197 | 1 317 | 1 363 | 1 336 | 1 406 | 1 426 | 1 314 | 1 211 |

|  |